# 1555 год в науке
В 1555 году произошли различные научные и технологические события, некоторые из которых представлены ниже.

## События
- Пьер Белон — основатель сравнительной анатомии, публикует сочинение Histoire de la nature des oyseaux.
- Пьер де ла Раме — французский философ, логик, математик, риторик, педагог. Публикует сочинение Арифметика (Arithmétique).

## Родились
См. также: Категория:Родившиеся в 1555 году
- 14 декабря — Андреас Либавий, немецкий врач и химик (умер в 1616 году).
- 10 августа — Бенедикт из Нудожер, словацкий математик и писатель (умер в 1615 году).
- 13 июня — Джованни Антонио Маджини, итальянский математик, астроном и картограф (умер в 1617 году).
- Чезаре Рипа, итальянский учёный-энциклопедист (умер в 1622 году).
- Мехмет Ашик, османский географ и путешественник (умер ок. 1613 года).

## Скончались
См. также: Категория:Умершие в 1555 году
- 14 января — Жак Дюбуа, французский врач и анатом (род. в 1478 году).
- 25 мая — Фризиус Реньер Гемма, нидерландский математик и картограф (род. в 1508 году).
- 23 июня — Педру ди Машкареньяш, португальский мореплаватель(род. в 1470 году).
- 8 августа — Оронций Финеус, французский математик и картограф (род. в 1494 году).
- 21 ноября — Георгий Агрикола, немецкий учёный-энциклопедист (род. в 1490 году).
- Пьер Жиль, французский археолог и переводчик (род. в 1490 году).